# Wybrzeże Gdańsk
El Wybrzeże Gdańsk és una entitat esportiva polonesa de la ciutat de Gdańsk que actualment tan sols té les seccions de Speedway i bàsquet, això no obstant, antigament també en tingué de boxa, futbol, atletisme i ciclisme entre d'altres, això no obstant, la secció més important fou la d'handbol.
El Wybrzeże Gdańsk d'handbol s'imposà en 10 ocasions en la Lliga polonesa, arribant a disputar dos finals de la Copa d'Europa d'handbol els anys 1986 i 1987, caient derrotat pel RK Metaloplastika Šabac en un i pel SKA Minsk en l'altre. La secció desapareixé el 2002.

## Palmarès
- 10 Lliga polonesa: 1966, 1984, 1985, 1986, 1987, 1988, 1991, 1992, 2000 i 2001